# Buch-Verschlüsselung
Die Buch-Verschlüsselung (auch: Buchchiffre oder Buchcode) ist eine symmetrische Verschlüsselung, bei der man durch Angeben der Seitenzahl in einem Buch sowie der Zeilennummer und der Positionsnummer von Buchstaben auf einer Seite des Buchs Nachrichten verschlüsseln und anschließend geheim übermitteln kann. Der Begriff „Buch“ bezeichnet hier ein beliebiges Schriftstück, das dem Nachrichtensender und dem Empfänger vorliegt; es kann sich um ein beliebiges Textdokument handeln. Das Buch stellt die Grundlage zur Verschlüsselung dar und übernimmt die Funktion des „Schlüssels“.

## Beispiel
Nimmt man als „Buch“ ein einseitiges Dokument, beispielsweise die Präambel des Grundgesetzes, so kann die Angabe der Seitennummer entfallen. Die einzelnen Buchstaben und weiteren Zeichen können allein anhand ihrer „Koordinatenangabe“ nach Zeile und Spalte eindeutig zugeordnet werden. Dazu sind hier oberhalb und links der Präambel des Grundgesetzes Zahlenreihen angebracht:
```
   000000000111111111122222222223333333333444444444455555555556666
   123456789012345678901234567890123456789012345678901234567890123
 1 Im Bewusstsein seiner Verantwortung vor Gott und den Menschen,
 2 von dem Willen beseelt,
 3 als gleichberechtigtes Glied in einem vereinten Europa
 4 dem Frieden der Welt zu dienen,
 5 hat sich das Deutsche Volk kraft seiner verfassungsgebenden
 6 Gewalt dieses Grundgesetz gegeben.
 7 Die Deutschen in den Ländern Baden-Württemberg, Bayern, Berlin,
 8 Brandenburg, Bremen, Hamburg, Hessen, Mecklenburg-Vorpommern,
 9 Niedersachsen, Nordrhein-Westfalen, Rheinland-Pfalz, Saarland,
10 Sachsen, Sachsen-Anhalt, Schleswig-Holstein und Thüringen
11 haben in freier Selbstbestimmung
12 die Einheit und Freiheit Deutschlands vollendet.
13 Damit gilt dieses Grundgesetz für das gesamte Deutsche Volk.
```

Das Wort „WIKIPEDIA“ ließe sich mithilfe dieser Textgrundlage durch Kombination aus Zeile und Spalte als „2.9, 7.2, 5.26, 4.7, 3.53, 4.2, 2.5, 2.10, 3.1“ verschlüsseln. Dies wäre der vom Sender zum Empfänger der Nachricht zu übermittelnde Geheimtext.
Zur Entschlüsselung sucht der befugte Entschlüssler, der wie der Verschlüssler im Besitz des „geheimen Buchs“ sein muss, bei „2.9“ das neunte Zeichen in der zweiten Zeile seiner Textgrundlage und findet so das „W“ als ersten Buchstaben des Klartextes. Nach und nach entschlüsselt er auf diese Weise die geheime Nachricht: WIKIPEDIA.

## Beale-Chiffre
Ein berühmtes Beispiel einer Buch-Verschlüsselung aus der Geschichte der Vereinigten Staaten ist die aus drei Papieren (Teilen) bestehende Beale-Chiffre, die einen Goldschatz beschreibt, den ein gewisser Thomas Beale in den Jahren um 1820 versteckt haben soll. Während der zweite Teil dieser Chiffre mittels der amerikanischen Unabhängigkeitserklärung als „Buch“ entschlüsselt werden konnte, sind der erste und dritte Teil noch ungeknackt und der Goldschatz noch nicht gefunden. Möglicherweise handelt es sich bei der Beale-Chiffre aber um einen Hoax (Schwindel).

## Sicherheit
Die kryptographische Sicherheit dieses Verfahrens gegen unbefugte Entzifferung ist als sehr hoch einzuschätzen – vorausgesetzt dem angreifenden Codeknacker gelingt es nicht, sich in den Besitz des Buchs zu bringen. Da dies im Beispielfall nicht erwartet werden kann, denn das Grundgesetz ist für jedermann leicht einsehbar, wäre hier der Schutz des Geheimnisses entscheidend davon abhängig, ob der Angreifer auf die Idee kommt, dass hier das Grundgesetz als Textgrundlage zur Verschlüsselung diente.
Zur Erzielung einer möglichst hohen Sicherheit ist daher die Wahl eines seltenen und schwer zu beschaffenden Buchs empfehlenswert. Ideal sind Unikate geeignet, also beispielsweise handschriftliche Texte, die nur einmal existieren und von denen der Empfänger – und nur er – eine einzige Kopie besitzt. Wichtig ist natürlich auch, dass dem Verschlüssler keine Fehler passieren, und er beispielsweise nicht leichtfertig immer wieder das gleiche Geheimzeichen zur Verschlüsselung eines Klarbuchstabens verwendet. Auch sollte er darauf achten, dass die aus dem Buch gewählten Geheimzeichen (hier: Zeile und Spalte) nicht eng benachbart sind. Am besten, er entnimmt jeder Zeile jeweils nur ein einziges Geheimzeichen und markiert die Zeile anschließend als „verbraucht“. Unter diesen Voraussetzungen und unter der Annahme, dass sich niemand Zugang zu dem als Schlüssel dienenden Buch verschaffen kann, ist das Verfahren der Buch-Verschlüsselung als praktisch „unbrechbar“ zu bezeichnen.

## Rezeption in der Kultur
- Den Schwächen des Systems wurde ein literarisches Denkmal gesetzt. Es ist erforderlich genau gleichlautende Exemplare zu verwenden, nicht etwa unterschiedliche Auflagen. Im Roman Die Abenteuer des braven Soldaten Schwejk von Jaroslav Hašek wird dies auf die Spitze getrieben. In dem Roman verwendet der Bataillonskommandeur einen anderen Band des Werks Die Sünden der Väter von Ludwig Ganghofer als die untergebenen Offiziere. Darüber hinaus merkt ein Offiziersanwärter an, das benutzte Buch und Beispiel sei einem allgemein zugänglichen Fachbuch entnommen und das Verfahren seit etwa hundert Jahren bekannt. Als Erfinder wird dort ein sächsischer Offizier namens Kirchner in Napoleons Diensten angegeben.[1]
- Im Film „Der Baader Meinhof Komplex“ verschlüsseln die Mitglieder der RAF ihre geheimen Kassiber mithilfe der Buch-Verschlüsselung auf der Basis von Moby-Dick. Im Film „Das Vermächtnis der Tempelritter“ wird für eine Buch-Verschlüsselung der Begriff „Ottendorf-Verschlüsselung“ verwendet. Auch bei der „Arnold-Verschlüsselung“ handelt es sich um eine Buch-Verschlüsselung.